# La Rioja, Argentina
La Rioja là thành phố thủ phủ của tỉnh Argentina La Rioja, nằm ở phía đông tỉnh. Dân số theo điều tra năm 2001 là 150.000 người. 
La Rioja tọa lạc ở chân núi Velasco Sierras, có cự ly 1.167 km so với Buenos Aires, và 430 km so với Córdoba. Sân bay Capitán Vicente Almandos Almonacid (IATA: IRJ, ICAO: SANL) tại tọa độ 29°23′21″N 66°48′9″T / 29,38917°N 66,8025°T nằm cách thành phố này 7 km với các tuyến bay với Buenos Aires và Catamarca.
Cựu tổng thống Isabel Martínez de Perón sinh ra ở La Rioja. Cựu tổng thống Carlos Menem sinh ra gần thành phố này.
| Dữ liệu khí hậu của La Rioja Aero, Argentina (1961–1990) | Dữ liệu khí hậu của La Rioja Aero, Argentina (1961–1990) | Dữ liệu khí hậu của La Rioja Aero, Argentina (1961–1990) | Dữ liệu khí hậu của La Rioja Aero, Argentina (1961–1990) | Dữ liệu khí hậu của La Rioja Aero, Argentina (1961–1990) | Dữ liệu khí hậu của La Rioja Aero, Argentina (1961–1990) | Dữ liệu khí hậu của La Rioja Aero, Argentina (1961–1990) | Dữ liệu khí hậu của La Rioja Aero, Argentina (1961–1990) | Dữ liệu khí hậu của La Rioja Aero, Argentina (1961–1990) | Dữ liệu khí hậu của La Rioja Aero, Argentina (1961–1990) | Dữ liệu khí hậu của La Rioja Aero, Argentina (1961–1990) | Dữ liệu khí hậu của La Rioja Aero, Argentina (1961–1990) | Dữ liệu khí hậu của La Rioja Aero, Argentina (1961–1990) | Dữ liệu khí hậu của La Rioja Aero, Argentina (1961–1990) |
| Tháng                                                    | 1                                                        | 2                                                        | 3                                                        | 4                                                        | 5                                                        | 6                                                        | 7                                                        | 8                                                        | 9                                                        | 10                                                       | 11                                                       | 12                                                       | Năm                                                      |
| -------------------------------------------------------- | -------------------------------------------------------- | -------------------------------------------------------- | -------------------------------------------------------- | -------------------------------------------------------- | -------------------------------------------------------- | -------------------------------------------------------- | -------------------------------------------------------- | -------------------------------------------------------- | -------------------------------------------------------- | -------------------------------------------------------- | -------------------------------------------------------- | -------------------------------------------------------- | -------------------------------------------------------- |
| Cao kỉ lục °C (°F)                                       | 45.1 (113.2)                                             | 43.6 (110.5)                                             | 41.4 (106.5)                                             | 38.0 (100.4)                                             | 34.4 (93.9)                                              | 29.9 (85.8)                                              | 37.3 (99.1)                                              | 37.3 (99.1)                                              | 40.7 (105.3)                                             | 41.3 (106.3)                                             | 43.1 (109.6)                                             | 46.4 (115.5)                                             | 46.4 (115.5)                                             |
| Trung bình ngày tối đa °C (°F)                           | 35.0 (95.0)                                              | 33.3 (91.9)                                              | 30.4 (86.7)                                              | 27.2 (81.0)                                              | 23.4 (74.1)                                              | 19.4 (66.9)                                              | 19.7 (67.5)                                              | 23.0 (73.4)                                              | 26.1 (79.0)                                              | 30.6 (87.1)                                              | 33.3 (91.9)                                              | 35.0 (95.0)                                              | 28.0 (82.4)                                              |
| Trung bình ngày °C (°F)                                  | 27.4 (81.3)                                              | 25.9 (78.6)                                              | 23.4 (74.1)                                              | 19.8 (67.6)                                              | 15.5 (59.9)                                              | 11.1 (52.0)                                              | 10.9 (51.6)                                              | 14.0 (57.2)                                              | 17.8 (64.0)                                              | 22.5 (72.5)                                              | 25.4 (77.7)                                              | 27.2 (81.0)                                              | 20.1 (68.2)                                              |
| Tối thiểu trung bình ngày °C (°F)                        | 20.7 (69.3)                                              | 19.7 (67.5)                                              | 17.9 (64.2)                                              | 14.1 (57.4)                                              | 9.6 (49.3)                                               | 4.9 (40.8)                                               | 4.4 (39.9)                                               | 6.5 (43.7)                                               | 10.3 (50.5)                                              | 15.2 (59.4)                                              | 18.2 (64.8)                                              | 20.3 (68.5)                                              | 13.5 (56.3)                                              |
| Thấp kỉ lục °C (°F)                                      | 10.7 (51.3)                                              | 10.7 (51.3)                                              | 8.8 (47.8)                                               | 1.8 (35.2)                                               | −2.8 (27.0)                                              | −4.9 (23.2)                                              | −5.4 (22.3)                                              | −4.1 (24.6)                                              | −0.6 (30.9)                                              | 5.0 (41.0)                                               | 7.1 (44.8)                                               | 7.7 (45.9)                                               | −5.4 (22.3)                                              |
| Lượng Giáng thủy trung bình mm (inches)                  | 80.1 (3.15)                                              | 71.6 (2.82)                                              | 54.1 (2.13)                                              | 18.4 (0.72)                                              | 7.4 (0.29)                                               | 2.6 (0.10)                                               | 3.1 (0.12)                                               | 5.2 (0.20)                                               | 6.5 (0.26)                                               | 12.7 (0.50)                                              | 43.3 (1.70)                                              | 56.6 (2.23)                                              | 361.6 (14.24)                                            |
| Số ngày giáng thủy trung bình (≥ 0.1 mm)                 | 9                                                        | 8                                                        | 6                                                        | 4                                                        | 2                                                        | 1                                                        | 1                                                        | 1                                                        | 2                                                        | 2                                                        | 5                                                        | 7                                                        | 48                                                       |
| Độ ẩm tương đối trung bình (%)                           | 60                                                       | 65                                                       | 69                                                       | 69                                                       | 69                                                       | 68                                                       | 64                                                       | 53                                                       | 49                                                       | 48                                                       | 51                                                       | 55                                                       | 60                                                       |
| Nguồn 1: NOAA                                            |                                                          |                                                          |                                                          |                                                          |                                                          |                                                          |                                                          |                                                          |                                                          |                                                          |                                                          |                                                          |                                                          |
| Nguồn 2: Servicio Meteorológico Nacional (ngày giáng)    |                                                          |                                                          |                                                          |                                                          |                                                          |                                                          |                                                          |                                                          |                                                          |                                                          |                                                          |                                                          |                                                          |